# Liste der denkmalgeschützten Objekte in Hochneukirchen-Gschaidt
Die Liste der denkmalgeschützten Objekte in Hochneukirchen-Gschaidt enthält die 5 denkmalgeschützten unbeweglichen Objekte der Gemeinde Hochneukirchen-Gschaidt im niederösterreichischen Bezirk Wiener Neustadt-Land.

## Denkmäler
| Foto |                 | Denkmal                                                             | Standort                                                | Beschreibung | Metadaten |
| ---- | --------------- | ------------------------------------------------------------------- | ------------------------------------------------------- | --- | --- |
| ja   | Datei hochladen | Kath. Pfarrkirche hl. Magdalena HERIS-ID: 30099 Objekt-ID: 26828    | neben Gschaidt 2 Standort KG: Gschaidt                  | 1468 als Filialkirche der Pfarre Zöbern errichtet, seit 1784 Pfarrkirche, 1954 erweitert und durch Franz Jachym geweiht. | BDA-Hist.: Q37930343 Status: § 2a Stand der BDA-Liste: 2025-06-30 Name: Kath. Filialkirche hl. Magdalena GstNr.: .2 Pfarrkirche Gschaidt          |
| ja   | Datei hochladen | Pfarrhof HERIS-ID: 30100 Objekt-ID: 26829                           | Gschaidt 1 Standort KG: Gschaidt                        | 1759 errichteter zweigeschoßiger Bau mit Walmdach. | BDA-Hist.: Q37930361 Status: § 2a Stand der BDA-Liste: 2025-06-30 Name: Pfarrhof GstNr.: .1                                                       |
| ja   | Datei hochladen | Kath. Pfarrkirche hl. Bartholomäus HERIS-ID: 30085 Objekt-ID: 26814 | Kirchengasse 3 Standort KG: Hochneukirchen              | Im Kern um 1300 errichtet und fortlaufend erweitert, wurde die Kirche 1982 renoviert. | BDA-Hist.: Q14466133 Status: § 2a Stand der BDA-Liste: 2025-06-30 Name: Kath. Pfarrkirche hl. Bartholomäus GstNr.: .10 Pfarrkirche Hochneukirchen |
| ja   | Datei hochladen | Kath. Ortskapelle Hattmannsdorf HERIS-ID: 30090 Objekt-ID: 26819    | Hattmannsdorf 14, gegenüber Standort KG: Hochneukirchen | Rechteckbau mit Dreiseitschluss, um 1840 erbaut, Blendgiebel und Glockenturmaufsatz | BDA-Hist.: Q37930284 Status: § 2a Stand der BDA-Liste: 2025-06-30 Name: Flur-/Wegkapelle/Ortskapelle GstNr.: .232 Ortskapelle Hattmannsdorf       |
| ja   | Datei hochladen | Kath. Filialkirche hl. Mauritius HERIS-ID: 30091 Objekt-ID: 26820   | Maltern 20, neben Standort KG: Hochneukirchen           | Die katholische Filialkirche hl. Mauritius in Maltern ist eine steil proportionierte barocke Kirche mit Dachreiter, sie wurde 1717–21 erbaut und 1741 geweiht. Ehemals wundertätiges Margaretenbründl mit weithin bekannter Wallfahrt am 13. Juli. | BDA-Hist.: Q37930315 Status: § 2a Stand der BDA-Liste: 2025-06-30 Name: Kath. Filialkirche hl. Mauritius GstNr.: .110 Filialkirche Maltern        |